# Werner (Comics)

Portada del primer cómic de Werner, ¿Oder was? (Portada de una reedición de los años 2000). De Rötger Feldmann.

Werner es un personaje de cómic alemán que aparece en varios cómics y películas animadas alemanas. Fue creado en 1978  por Brösel (Rötger Feldmann). Werner es el personaje de cómic alemán más exitoso de todos los tiempos, con más de 10 millones de libros vendidos y más de 13 Millones de entradas de cine., y a las casi 5 Millones de entradas en Alemania,  la primera película, Werner – Beinhart! (1990), es la tercera película alemana de mayor éxito comercial de la década de 1990 en el mercado interno alemán, y la número 14 de las películas alemanas de mercado interno más exitosas de todos los tiempos. 
¿Oder was? , el primer libro independiente de Werner publicado en 1981, desde finales de la década de 1970 los cómics de Werner aparecieron en la revista satírica alemana Pardon . De hecho, ¿Oder was? No era más que una colección de los cómics de Werner que hasta entonces se habían publicado en Pardon .
Los libros de Werner son conocidos por su humor anárquico, a menudo basado en dialectos y juegos de palabras del norte de Alemania. El alto alemán estándar rara vez se habla en los libros; cuando se utiliza, generalmente es para representar al hablante como abiertamente formal y convencional, mientras que la mayoría de los personajes emplean acentos y dialectos ubicados en un continuo lingüístico entre la pronunciación común moderna del norte del alto alemán.

## Personajes

### Werner
El personaje de Werner está basado en las experiencias de Brösel y su hermano Andi. La vida de Werner es la de un aprendiz de fontanero y motero que consiste en consumir grandes cantidades de cerveza y tunear su motocicleta, una Horex Regina de los años 50 destartalada . Ambos le meten regularmente en problemas con la policía y la agencia de seguridad vehicular alemana TÜV, quienes debido a su incompetencia e imbecilidad expresadas suelen ser ignorados y engañados por Werner. En las películas, la voz de Werner la presta el cantante de la banda del norte de Alemania Torfrock, Klaus Büchner (mientras que Torfrock también escribió parte de la banda sonora original de la primera película y también lo hizo en parte para las secuelas).
En los primeros cómics, la cerveza preferida de Werner era la Flensburger Pilsener ( Flens, para abreviar), lo que provocó un aumento insospechado en las ventas de la Flensburger Brauerei, que hasta ese momento solo había comercializado su cerveza en el norte de Alemania y entre un grupo demográfico mayor y más conservador. Debido al éxito de los cómics, la cervecería se enfrentó a una creciente demanda entre los grupos de edad más jóvenes en toda Alemania. Los cómics y las películas luego cambiarían a la marca ficticia Bölkstoff, aunque ahora Flensburger Brauerei también elabora y comercializa una versión real de la cerveza.

### Röhrich
En su juventud, Werner fue aprendiz del fontanero Meister Walter Röhrich; las situaciones y los personajes de estas historias se basan en los años de aprendizaje de Andi, el hermano de Brösel. En las películas, Röhrich tiene la voz de Andi, basada en las parodias que había hecho de su fontanero Meister en la vida real desde su aprendizaje.
Dado que el maestro artesano es un tirano chiflado y tonto, las historias de Röhrich contienen muchas payasadas y alivio cómico. Tal como lo escribió Thomas Platt en el libro sobre la creación de la primera película , Werner – Beinhart! Las obras de fontanería explosivas de Röhrich "normalmente acaban en devastación en lugar de en instalación" ( "Explosion statt Installation" ), porque, en efecto, los lugares de trabajo de Röhrich a menudo parecen alcanzados por un ataque aéreo cuando termina de volar accidentalmente edificios enteros o de cubrir manzanas de la ciudad con contenidos de aguas residuales. En Werner – ¡¡¡Volles Rooäää!!! Röhrich incluso logra lanzar accidentalmente a un cliente al espacio exterior.
Entre Röhrich y Werner en rango se encuentra el oficial de Röhrich, Eckat (de "Eckhardt"). Eckat es considerablemente más inteligente que Röhrich y ocasionalmente bromea con Werner sobre la incompetencia de Röhrich a sus espaldas, pero Eckat es mayoritariamente leal a su Meister siempre que Röhrich está cerca.
Sin embargo, no está del todo claro si los años de aprendizaje de Werner son realmente algo del pasado, ya que las historias que involucran trabajos ocasionales para Röhrich siguen siendo un pilar dentro de los cómics de Werner.
El nombre completo de la empresa de Röhrich (o su eslogan) es Firma Röhrich, Gas, Wasser, Sanitär ("Empresa Röhrich: gas, agua, saneamiento"), parodiado por Eckat como Firma Röhrich, Gas, Wasser, Scheiße ("Empresa Röhrich: gas, agua, mierda"); las últimas tres palabras ( Gas, Wasser, Scheiße ) se han convertido en un sinónimo humorístico de empresas de fontanería y obras de fontanería en la jerga del norte de Alemania debido a la popularidad de la primera película. Una frase común de Röhrich es "Ich glaub', die Russen sind da!" (aproximadamente "¡Los rusos han llegado!") que se ha convertido en una frase sinónima de "el fin del mundo" en alemán desde la Segunda Guerra Mundial, pero Röhrich incluso llega al punto de hacer que Werner y Eckat busquen "rusos" imaginarios escondidos en su sótano.

### MC Klappstuhl
Werner es miembro del club de motociclistas y rockeros MC Klappstuhl (silla plegable) liderado por su Präsi (abreviatura de Präsident, "presidente"), basado en parte en el guitarrista y cantante de la banda Torfrock, Raymond Voss (quien también presta su voz a Präsi en las películas). Debido a su temperamento colérico, Präsi tiene poca tolerancia hacia los policías u otras personas que le obstaculizan su estilo de vida de motociclista libre. Como es un matón y un agitador con el que es mejor no meterse, cuando se enoja, estereotípicamente gritará que "contará hasta uno" y luego él y su pandilla destrozarán el lugar ( "Ich zähl' bis oins, und denn is Achterbahn!" ), lo que generalmente sucede en el lugar. En historias más recientes, Präsi incluso se transforma parcialmente en un hombre lobo para lograr un efecto cómico durante sus notorios ataques de ira. Si Präsi se sale demasiado de control, varios miembros del MC Klappstuhl tienen que sujetarlo y alimentarlo con Sago como una especie de antídoto contra la ira.
Otro miembro importante es el vicepresidente Herbert . Él es todo lo contrario de Präsi, ya que siempre habla con una voz tranquila e intimidante.
Otros miembros de MC Klappstuhl son Röhre (lit. "Tubo"), que modificó su bicicleta para convertirla en una máquina de café móvil (para curar las resacas de cerveza más comunes), y Walze ("Barril"), que conduce un gran recipiente móvil para cerveza.

### Otros personajes recurrentes
Andi es el hermano de Werner, básicamente una versión de cómic del hermano real de Brösel del mismo nombre (quien también presta su voz a Andi en las películas).
Bruno y Helmut son los dos policías que aparecen con más frecuencia en la serie. Una especie de pareja de Laurel y Hardy, Bruno es bajo, regordete y muy anal con todo tipo de leyes y regulaciones, mientras que lograr que Werner y Andi sean encarcelados por cualquiera de sus diversos delitos menores (como exceso de velocidad, conducir ebrio y modificaciones ilegales de vehículos) es su sueño eterno, mientras que Helmut es alto, delgado y estúpido, generalmente indefenso cuando Bruno no le da órdenes. Bruno, pedante y considerado la ley justa encarnada ( "denkt, er ist der Staat", como dice el sitio web oficial de Werner  ), sólo se asusta de los Präsi . Sus personajes están bien ilustrados en un cuento incluido en Werner Eiskalt, donde Bruno ordena a Helmut "mida el volumen del teléfono " del tubo de escape de la motocicleta chopper de Werner para demostrar que viola las regulaciones de disturbios . Helmut entonces usa una regla plegable para medir la llama y el humo que sale de la tubería, y lealmente informa a su superior Bruno que son "diez metros cincuenta de phon".
Ölfuß ("Grease Foot") es otro miembro de MC Klappstuhl . Al ser el Gyro Gearloose de modificaciones, ingeniería y reparación de vehículos de la serie, viste un mono rojo y generalmente se lo ve con equipo de soldadura, gafas de soldador y una llave inglesa. Ölfuß se basa en un conocido de la vida real de Brösel y Andi con el mismo apodo, pero también en la pasión de Andi en la vida real por la ingeniería de metales extraña, una característica de la que carece el personaje cómico de Andi. Ölfuß, tanto en la vida real como en los cómics, es también el cerebro detrás del Red Porsche Killer, una motocicleta de carreras con 4 motores Horex, y de la Dolmette, con 24 motores de motosierra Dolmar .
Holgi, basada en otro conocido de la vida real de los hermanos Feldmann, es el rival de Werner y Andi. Holgi es un fanático de Porsche y considera que su automóvil es muy superior a cualquier motocicleta como las que gustan a la mayoría de los otros personajes de la serie. De hecho, el mencionado Red Porsche Killer fue diseñado especialmente para una carrera contra Holgi que ocurrió por primera vez en el cómic Werner Eiskalt (1985), y en 1988 incluso se convirtió en un evento de la vida real entre Brösel y Holgi con miles de fanáticos de Werner reunidos para la carrera en Hartenholm . La carrera se repitió en 2004 en Lausitzring y en agosto de 2018 y 2019 en la ubicación original.

## Libros
El primer libro se publicó en 1981 y recopiló obras más breves de años anteriores, dibujadas en diferentes estilos. A partir del segundo libro las historias se volvieron más largas y coherentes. Si bien los primeros libros estaban dominados por dibujos lineales en blanco y negro, Feldman añadió tonos de gris a partir del quinto libro, para luego pasar a todo color.
Los cómics de Werner fueron publicados primero por la editorial alemana Semmel-Verlach y luego por Achterbahn. La editorial alemana Heyne Verlag reeditó los primeros siete libros en 2002. El libro 12 fue publicado por Ehapa, más tarde esta editorial también inició el lanzamiento de una edición anual de tapa dura que se planeó para incluir los primeros 12 libros incluyendo bocetos y estudios de personajes, pero se canceló debido al poco éxito comercial. El libro 13 fue publicado posteriormente por la propia Bröseline de Feldman. A partir de 2019, Bröseline también publicó reediciones de los primeros 12 libros.
Semmel Verlach
- 1. Werner – Oder was? (1981) ISBN 3-89719-000-1
- 2. Werner – Alles klar? (1982) ISBN 3-89719-002-8
- 3. Werner – Wer sonst? (1983) ISBN 3-928950-18-5
- 4. Werner – Eiskalt! (1985) ISBN 3-89719-004-4
- 5. Werner – Normal ja! (1987) ISBN 3-928950-20-7
- 6. Werner – Besser is das! (1989) ISBN 3-89719-006-0

Achterbahn
- - 7. Werner – Ouhauerha! (1992) ISBN 3-89719-007-9
  - 8. Werner – Wer bremst hat Angst! (1994) ISBN 3-89719-008-7
  - Werner – Wer bremst hat Angst! Interactive CD-ROM ISBN 3-928950-65-7
  - Special volume Werner, geht tierisch los (1995) ISBN 3-928950-66-5
  - 9. Werner – Na also! (1996) ISBN 3-928950-15-0
  - 10. Werner – Exgummibur! (1998) ISBN 3-89719-010-9
  - 11. Werner – Volle Latte! (2002) ISBN 3-89719-011-7

Ehapa
- 12. Werner – ¡Freie Bahn mit Marzipan! (2004)ISBN 3-7704-2520-0

Bröseline
- 13. Werner - Wat nu!? (2018) ISBN 978-3-947626-00-7
- 1. Werner - Oder was? (2019 - reissue) ISBN 978-3-947626-01-4
- 2. Werner - Alles klar? (2019 - reissue) ISBN 978-3-947626-02-1
- 3. Werner - Wer sonst? (2019 - reissue) ISBN 978-3-947626-03-8
- 4. Werner - Eiskalt! (2019 - reissue) ISBN 978-3-947626-04-5
- 5. Werner - Normal ja! (2019 - reissue) ISBN 978-3-947626-05-2
- 6. Werner - Besser is das! (2019 - reissue) ISBN 978-3-947626-06-9
- 7. Werner - Ourhauerha! (not yet published - reissue) ISBN 978-3-947626-07-6
- 8. Werner - Wer bremst hat Angst (2020 - reissue) ISBN 978-3-947626-08-3
- 9. Werner - Na also! (2019 - reissue) ISBN 978-3-947626-09-0
- 10. Werner - Exgummibur! (2019 - reissue) ISBN 978-3-947626-10-6
- 11. Werner - Volle Latte! (2019 - reissue) ISBN 978-3-947626-11-3
- 12. Werner - Freie Bahn mit Marzipan! (not yet published - reissue) ISBN 978-3-947626-12-0

Edición de tapa dura de Ehapa
- 1. Werner – Oder was? (Oktober 2006) ISBN 978-3-7704-3082-6
- 2. Werner – Alles klar? (Juni 2007) ISBN 978-3-7704-3064-2
- 3. Werner – Wer sonst? (Februar 2008) ISBN 978-3-7704-3102-1
- 4. Werner – Eiskalt! (Februar 2009) ISBN 978-3-7704-3103-8
- 5. Werner – Normal Ja! (Februar 2010) ISBN 978-3-7704-3104-5